# Альдерамин
Альдерамин (α Цефея) — самая яркая звезда в созвездии Цефея (звёздная величина 2,45m). Находится на расстоянии 49 световых лет от Земли.
Название звезды происходит от арабского الذراع اليمن (að-ðirā‘ al-yaman), что означает «правая рука».

## Наблюдения
Имея склонение свыше 62 градусов северной широты, Альдерамин лучше всего виден в северном полушарии. В южном он никогда не поднимается высоко над горизонтом, но виден на широтах до 27° южной широты. Альдерамин имеет видимую величину около 2,5m, поэтому легко виден невооружённым глазом даже при сильной засветке неба.

## Свойства
Альдерамин — белая звезда спектрального класса A; по классу светимости — субгигант. Вероятно, его запасы водорода иссякают и он находится на пути к превращению в красный гигант. По уточнённым данным, в 2007 году его видимая звёздная величина составляла 2,5141m; также был уточнён его параллакс — 66,50 ± 0,11 миллисекунды дуги, что означает расстояние от Земли в 15 парсек или около 49 световых лет.
Исходя из этого расстояния и оценки температуры поверхности в 7600 К, расчёты дают величину полной светимости для звезды около 18,7L☉. Альдерамин имеет радиус 2,5R☉ а его масса почти в два раза больше солнечной — 1,9 M☉. Как и другие звезды своего класса, он является переменной звездой типа Дельты Щита с амплитудой 0,06m.
Альдерамин имеет очень высокую скорость вращения, составляющую не менее 246 км/с, и совершает каждый оборот менее чем за 12 часов. Как правило, такое быстрое вращение звёзд является причиной подавления дифференциации химических элементов. Для сравнения — один оборот Солнца занимает почти месяц. Альфа Цефея как известно, испускает примерно столько же рентгеновского излучения, сколько и Солнце. Наряду с другими показателями это говорит о наличии значительной магнитной активности, что несколько необычно для быстро вращающихся звёзд.
Вследствие прецессии примерно с 6500 года Альдерамин станет полярной звездой и будет ею примерно до 8300 года.